# Hunchun
Hunchun (珲春 ; pinyin : Húnchūn) est une ville de la province du Jilin en Chine. C'est une ville-district placée sous la juridiction administrative de la préfecture autonome coréenne de Yanbian.
Située à la fois près de la Corée du Nord et de la Russie, la ville a été transformée en zone de tourisme international par la Chine, avec des concerts de chanteuses nord-coréennes et un casino.

## Démographie

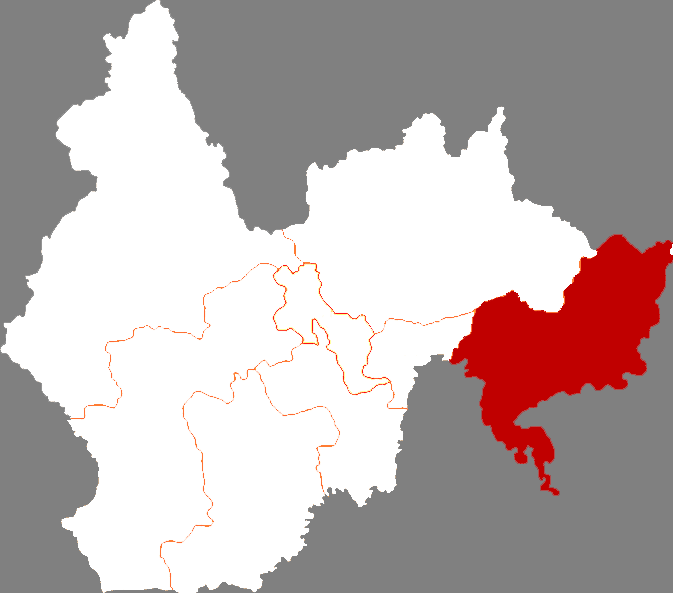
Localisation du district dans la préfecture autonome.

La population du district était de 210 281 habitants en 1999.